# Paredes de Escalona
Paredes de Escalona ist eine spanische Gemeinde (municipio) in der Provinz Toledo der Autonomen Region Kastilien-La Mancha. 2024 hatte die Gemeinde 129 Einwohner. Die Gemeindefläche beträgt 24,92 km². 

## Lage
Paredes de Escalona liegt etwa 59 Kilometer nordwestlich von Toledo und etwa 62 Kilometer westsüdwestlich von Madrid in einer Höhe von etwa 490 m. 

## Bevölkerungsentwicklung
| Jahr      | 1970 | 1981 | 1991 | 2001 | 2011 | 2021 |
| --------- | ---- | ---- | ---- | ---- | ---- | ---- |
| Einwohner | 165  | 102  | 106  | 115  | 162  | 110  |

## Sehenswürdigkeiten
- Vinzenzkirche (Iglesia de San Vicente Mártir)

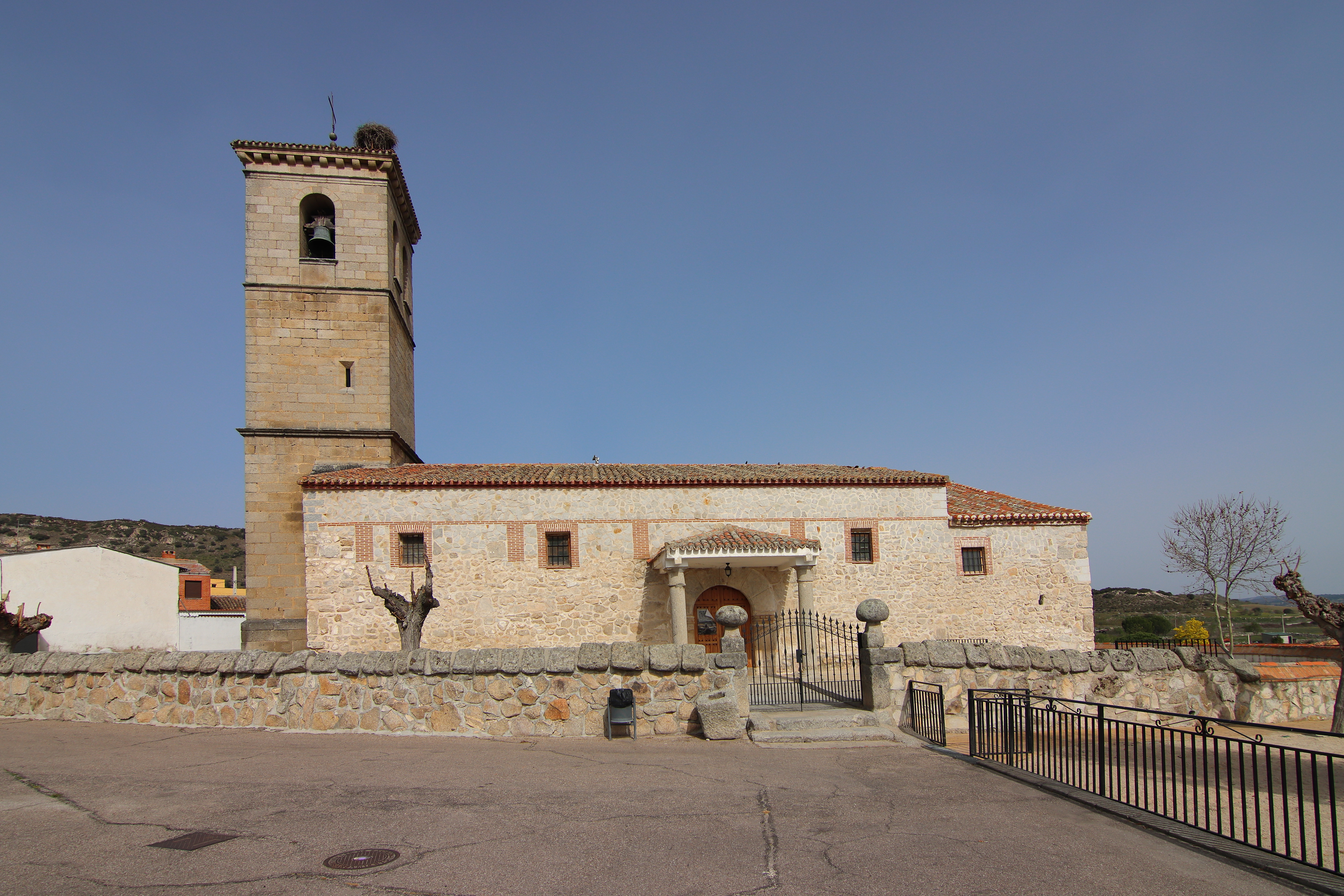
Vinzenzkirche
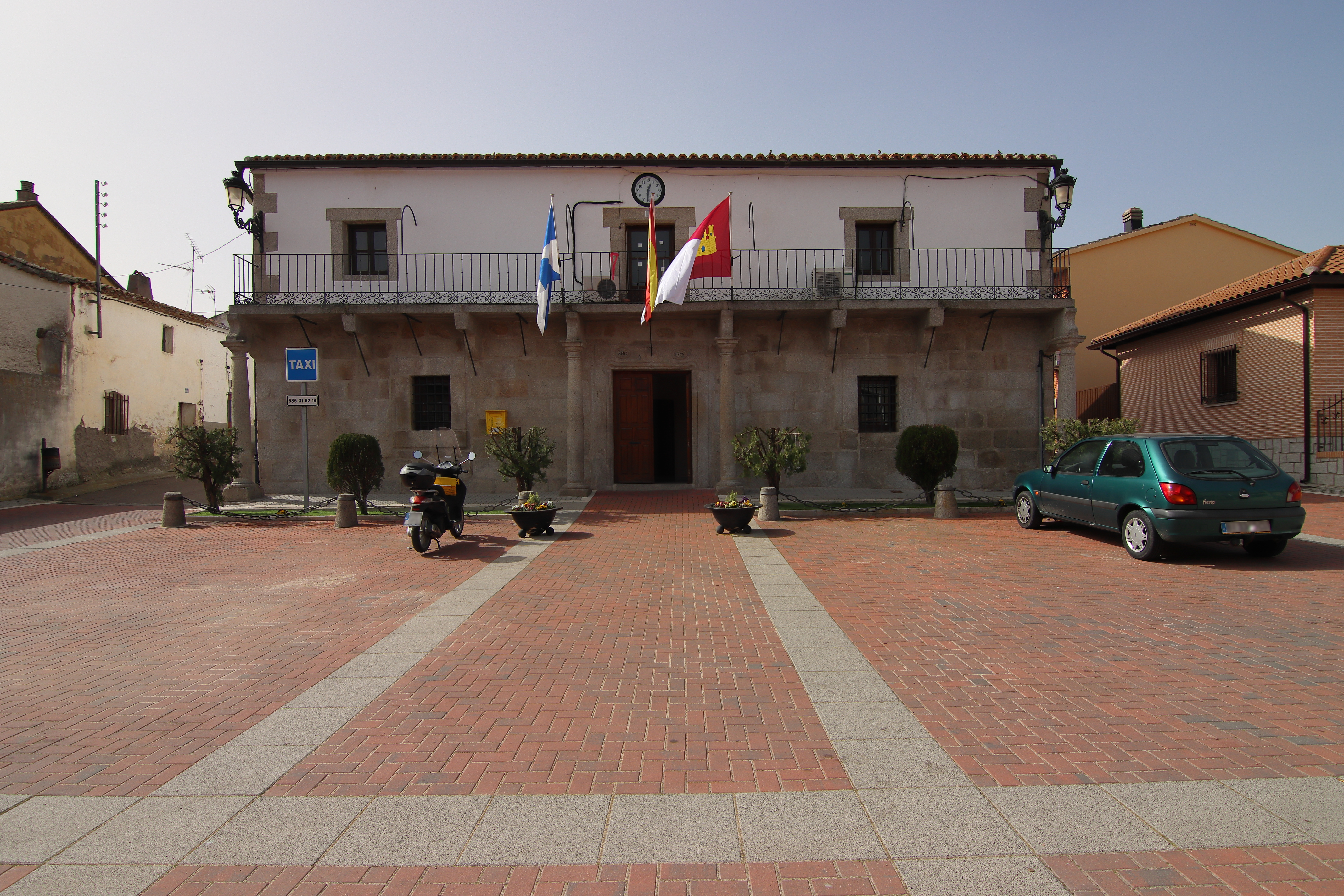
Rathaus